# ArchNet
ArchNet è un database online di architettura. È stato sviluppato dall'Università del Texas e dal MIT in cooperazione con la fondazione per la cultura dell'Aga Khan. I materiali in esso contenuti, visibili gratuitamente, riguardano l'architettura, la pianificazione e lo sviluppo urbano nei Paesi Islamici. Il sito è stato sviluppato nel 2000 ed è stato ufficialmente lanciato il 27 settembre 2002 da Lawrence Summers, all'epoca presidente dell'università di Harvard, Charles Vest, all'epoca presidente del MIT, e dall'Aga Khan.